# قانون اساسی ۱۹۷۳ سوریه بعثی
قانون اساسی ۱۹۷۳ سوریه بعثی قانون اساسی بود که از ۱۳ مارس ۱۹۷۳ تا ۲۷ فوریه ۲۰۱۲ بر سوریه بعثی حکومت می‌کرد. این شخصیت سوریه را عرب، دموکراتیک، سوسیالیست و جمهوری‌خواه توصیف می‌کند. علاوه براین، در راستای ایدئولوژی پان عربیسم، کشور را به عنوان منطقه ای از جهان عرب گسترده‌تر و مردم آن را به عنوان بخشی جدایی‌ناپذیر از مردم عرب قرار می‌دهد. قانون اساسی قدرت حزب بعث را تثبیت کرد و ماده هشتم آن این حزب را به عنوان «حزب پیشرو در جامعه و دولت» توصیف کرد که عملاً سوریه را به عنوان یک دولت سوسیالیستی تک‌حزبی تحت قوانین اضطراری اداره می‌کند.